# Gudur, Nellore
Gudur là một thành phố và khu đô thị của quận Nellore thuộc bang Andhra Pradesh, Ấn Độ.

## Địa lý
Gudur có vị trí 17°12′B 78°17′Đ / 17,2°B 78,28°Đ Nó có độ cao trung bình là 555 mét (1820 feet).

## Nhân khẩu
Theo điều tra dân số năm 2001 của Ấn Độ, Gudur có dân số 69.303 người. Phái nam chiếm 50% tổng số dân và phái nữ chiếm 50%. Gudur có tỷ lệ 69% biết đọc biết viết, cao hơn tỷ lệ trung bình toàn quốc là 59,5%: tỷ lệ cho phái nam là 76%, và tỷ lệ cho phái nữ là 63%. Tại Gudur, 11% dân số nhỏ hơn 6 tuổi.